# John Marco Allegro
John Marco Allegro (Londra, 17 febbraio 1923 – 17 febbraio 1988) è stato un saggista e docente britannico.
Sfidò le interpretazioni ortodosse dei manoscritti del Mar Morto, della Bibbia e della storia della religione, con libri che attrassero fortemente l'attenzione popolare.
John Allegro sostenne infatti che i famosi manoscritti del Mar Morto, ritrovati a Qumran e probabilmente riconducibili alla setta degli esseni, fossero fondamentali per comprendere l'origine di tre religioni: ebraismo, cristianesimo ed islamismo. Credeva inoltre che la setta degli esseni fosse alle origini della nascita del cristianesimo.

## Opere
- I rotoli del Mar Morto (1958)
- Il fungo sacro e la Croce (1970)
- Gli dei perduti (1980)